# Acanthoscurria
Acanthoscurria är ett släkte av spindlar. Acanthoscurria ingår i familjen fågelspindlar.

## Bildgalleri

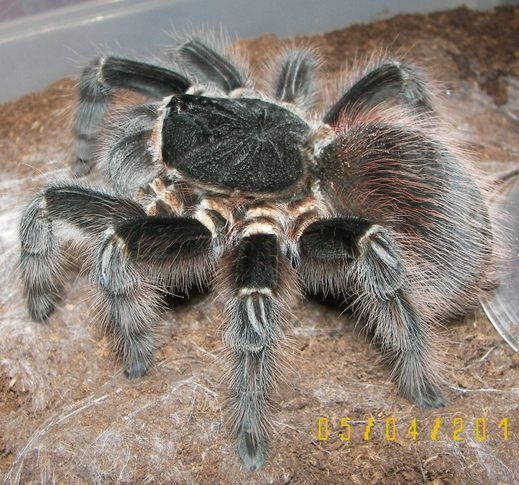
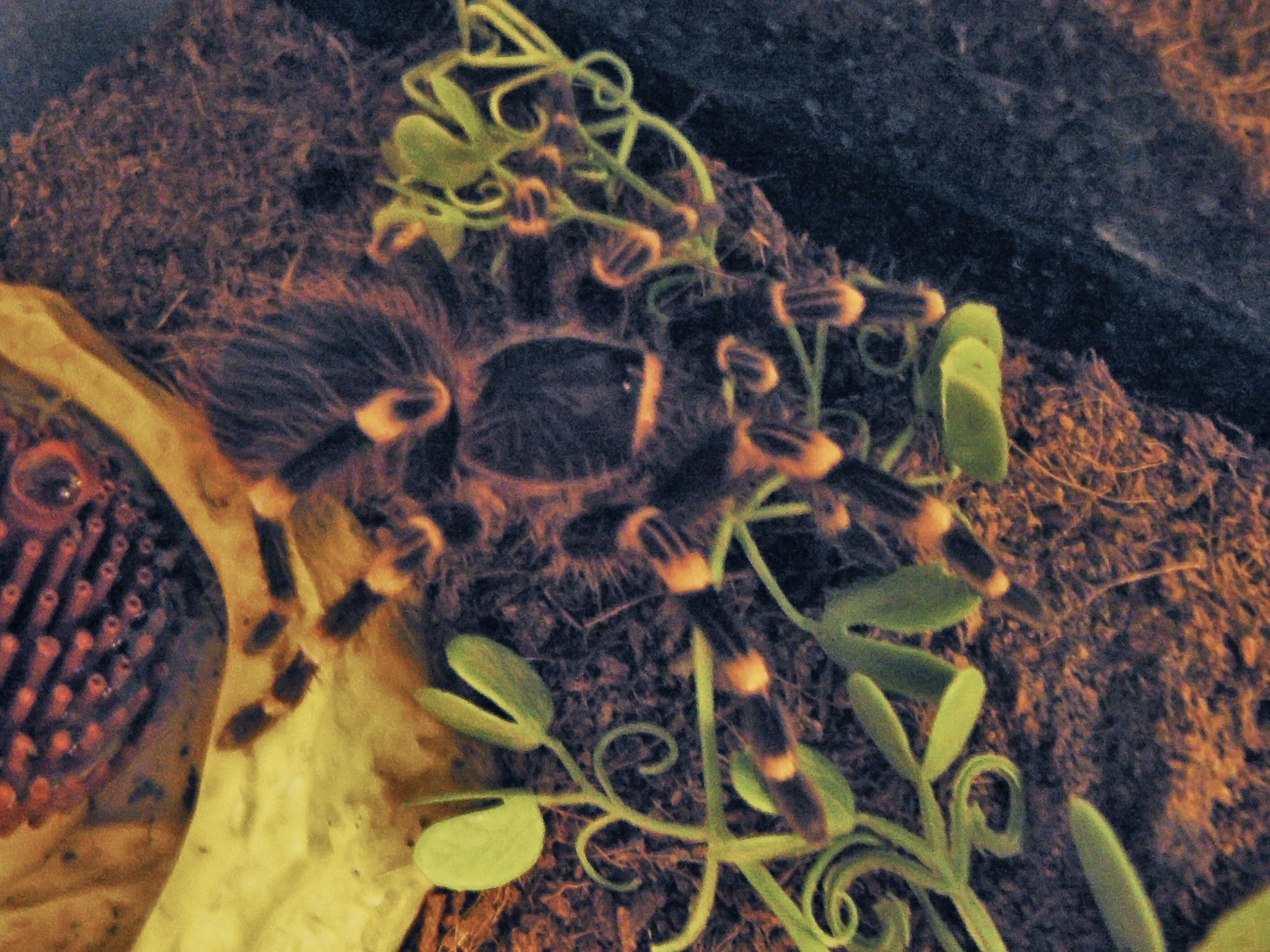
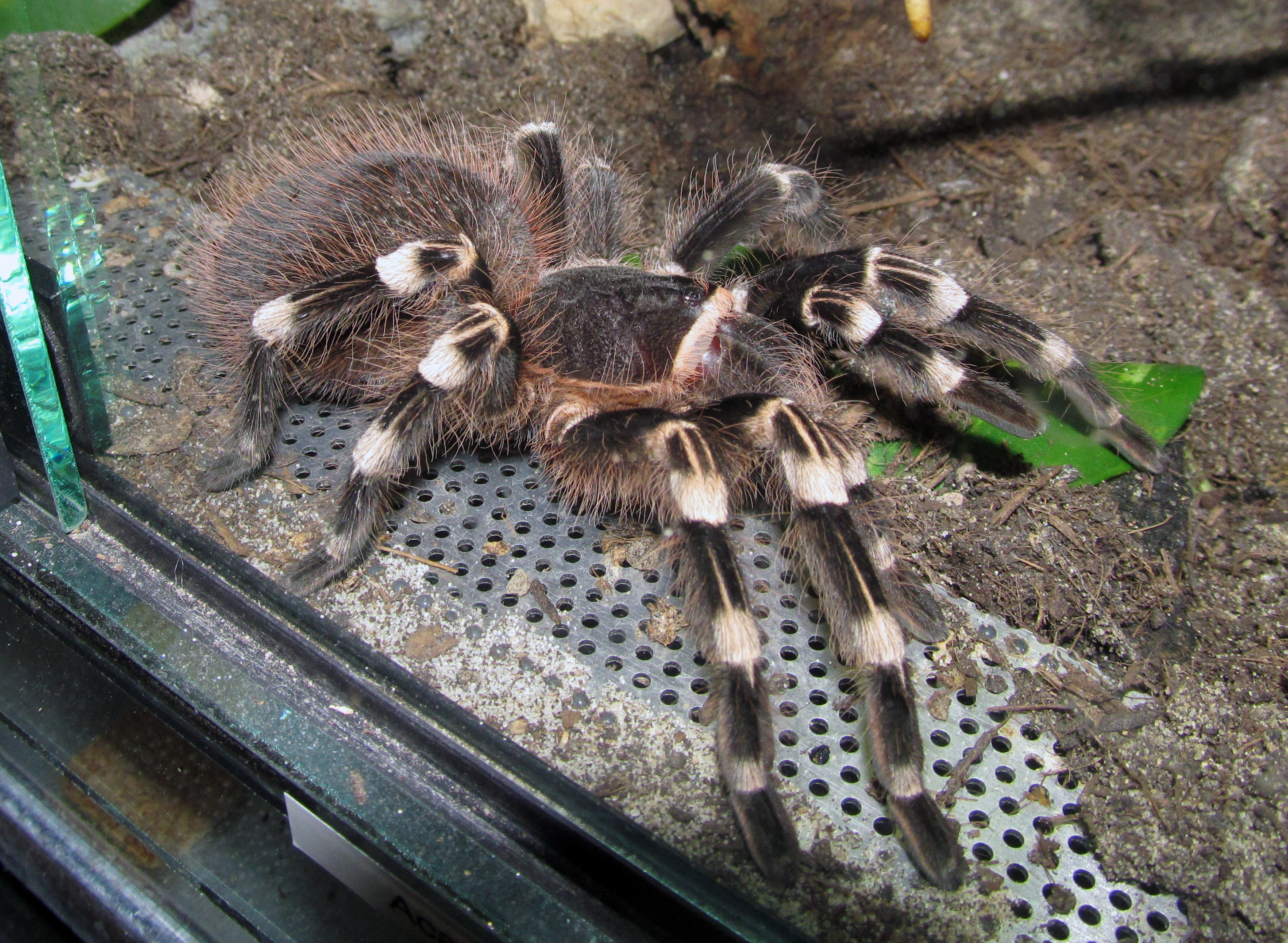
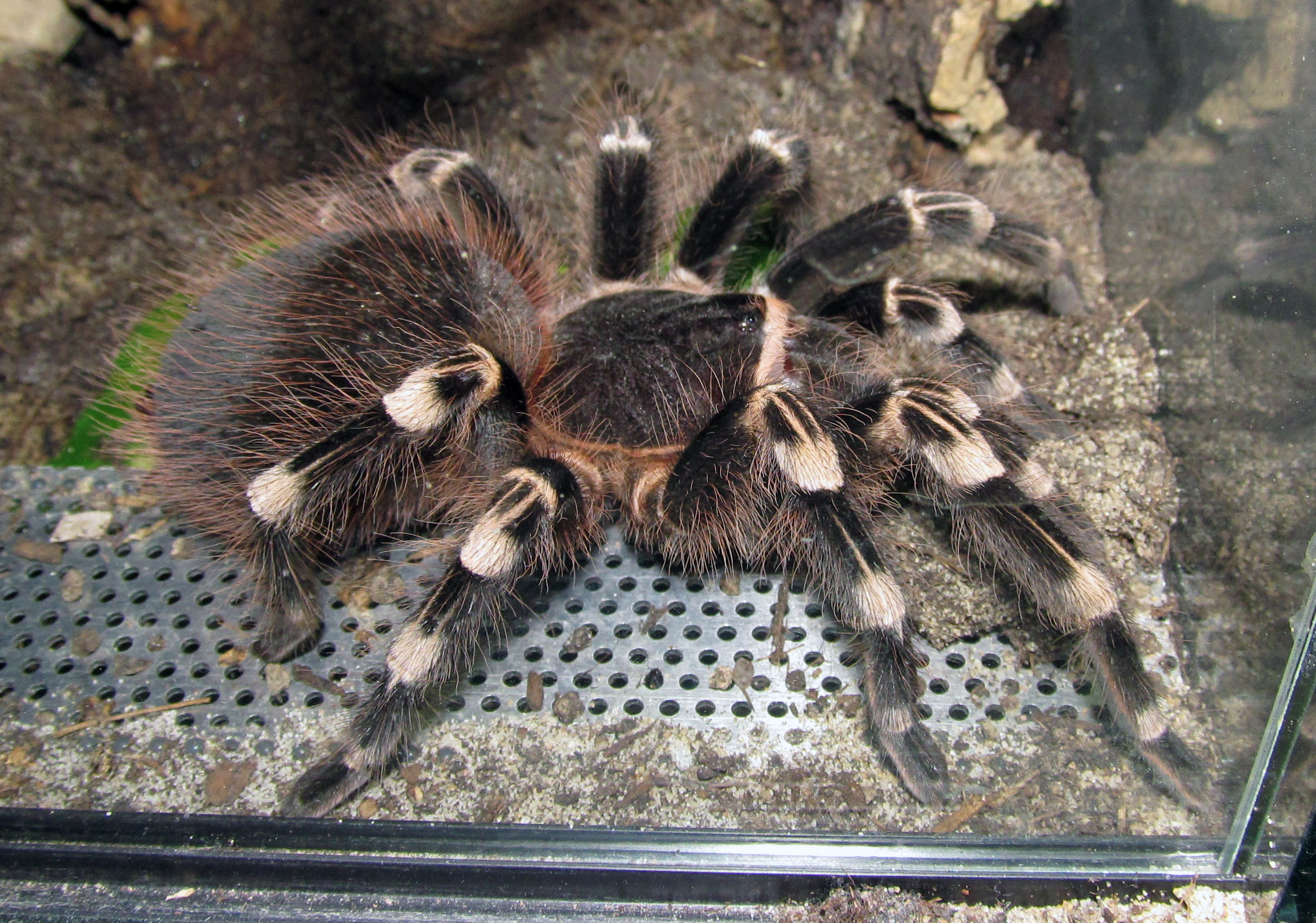

## Dottertaxa tillAcanthoscurria, i alfabetisk ordning[1]
- Acanthoscurria acuminata
- Acanthoscurria antillensis
- Acanthoscurria atrox
- Acanthoscurria aurita
- Acanthoscurria bollei
- Acanthoscurria borealis
- Acanthoscurria brocklehursti
- Acanthoscurria chacoana
- Acanthoscurria chiracantha
- Acanthoscurria convexa
- Acanthoscurria cordubensis
- Acanthoscurria cunhae
- Acanthoscurria cursor
- Acanthoscurria ferina
- Acanthoscurria fracta
- Acanthoscurria geniculata
- Acanthoscurria gomesiana
- Acanthoscurria guaxupe
- Acanthoscurria hirsutissimasterni
- Acanthoscurria insubtilis
- Acanthoscurria juruenicola
- Acanthoscurria maga
- Acanthoscurria melanotheria
- Acanthoscurria minor
- Acanthoscurria musculosa
- Acanthoscurria natalensis
- Acanthoscurria parahybana
- Acanthoscurria paulensis
- Acanthoscurria pugnax
- Acanthoscurria rhodothele
- Acanthoscurria rondoniae
- Acanthoscurria sternalis
- Acanthoscurria suina
- Acanthoscurria tarda
- Acanthoscurria theraphosoides
- Acanthoscurria transamazonica
- Acanthoscurria urens
- Acanthoscurria violacea
- Acanthoscurria xinguensis